# Rudolf Dodenhoff
Rudolf Dodenhoff (* 12. Februar 1917 in Worpswede; † 31. Oktober 1992 ebenda) war ein deutscher Fotograf.

## Leben
Dodenhoff wurde als Sohn des Malers und Lyrikers Claus Hinnerk, gen. Heinz, Dodenhoff (1889–1981), der zur zweiten Generation der Worpsweder Künstlerschaft zählt, und dessen Ehefrau Anna, geb. Bunger (1892–1985) in Worpswede geboren.

## Ausbildung und berufliche Stationen in München, Wien und Krakau
Nach dem Abitur absolvierte er zunächst eine Ausbildung an der staatlichen Lehranstalt für Fototechnik in München und machte dort 1941 seinen Abschluss als Fotograf.
In den Entnazifizierungsakten sind für Dodenhoff folgende Mitgliedschaften in NS-Organisationen aufgeführt: Hitlerjugend  1934–1935; Anwärter im Nationalsozialistischen Deutschen Studentenbund (NSDStB) sowie Reichsarbeitsdienst 1936–1937
Nach dem 1941 von ihm gestellten Antrag auf Unbedenklichkeit als Schriftleiter beim Gaupresseamt München ging er nach Krakau, wo er für die Zeitschrift der Landesbildstelle des Generalgouvernements arbeitete; deren Aufgabe die Verbreitung eines im Sinne des Nationalsozialismus definiertes Deutschtum war.
1942 folgte Wien, wo er nach seiner Tätigkeit im Projekt „Erforschung typischer Ostjuden“ – mit der Zulassung zum Begabtenabitur – Volkskunde, Völkerkunde und Rassenkunde bei dem Vorgesetzten der Projektleiterin Dora Maria Kahlich Karl Tuppa studierte und vor allem auch bei Richard Wolfram, der zu der Zeit in Wien die Abteilung für germanisch-deutsche Volkskunde leitete, wo Dodenhoff Mitarbeiter war. Die Abteilung gehörte zu den diversen Lehr- und Forschungsstätten der SS-Forschungsgemeinschaft Deutsches Ahnenerbe.

## Tätigkeit im Projekt „Erforschung typischer Ostjuden“
Zuvor – im März 1942 – war Dodenhoff in der deutsch besetzten polnischen Stadt Tarnów Mitarbeiter im Projekt der beiden Wiener NS-Anthropologinnen Dora Maria Kahlich und Elfriede Fliethmann, die zur „Erforschung typischer Ostjuden“ im Ghetto Tarnów mehr als hundert jüdische Familien, insgesamt 565 Männer, Frauen und Kinder, erfassten und von Dodenhoff fotografieren ließen. Die Aufnahmen entstanden deutlich sichtbar unter Androhung von Gewalt. Von diesen Menschen überlebten nur 27 Personen den Holocaust. Ihre Berichte sind jetzt dokumentiert durch die Fotografien und die zugehörigen Kurzbiografien der Ermordeten. Dodenhoffs Aufgabe dabei war, von jeder Person Kopfaufnahmen zu machen sowie von speziell ausgewählten Familien Farbaufnahmen und Ganzkörper-Nacktaufnahmen der Männer.

## Nach 1945
Nach dem Krieg eröffnete Dodenhoff 1949 in der Bergstr. 5 in Worpswede ein Fotogeschäft. Zusätzlich bemühte er sich um Werbeaufträge für die Industrie, ein Geschäftszweig, der in den Zeiten des Wirtschaftswunders zu florieren begann. So entstanden neben den herkömmlichen Fotoarbeiten viele Werbeaufnahmen u. a. für Firmen wie Telefunken, Continental oder Hapag-Lloyd. Seine diversen Tätigkeiten im Nationalsozialismus wurden von ihm nicht thematisiert.
Dodenhoff eröffnet um 1950 eine Zweigstelle des Photoateliers in Bremerhaven.
Als Fotograf wurde Dodenhoff vor allem durch seine Landschaftsfotografien bekannt. Er hatte in den 1950er und 1960er Jahren auch intensiv die regionale und überregionale Architektur fotografiert. Seine Aufnahmen aus Bremen und Worpswede stellen nach Ansicht von Experten „ein Stück Kultur- und Sozialgeschichte“ dar; unter den Arbeiten befinden sich alte Aufnahmen vom Bremer Bahnhofsvorplatz, von der Schlachte und dem nunmehr abgerissenen Kühne-+-Nagel-Hochhaus in Bremen; aber auch den Neubau der Dammschule in Schwanewede, das Deutsche Haus in Worpswede u. v. m. Dodenhoff gilt als einer der Pioniere der Farbfotografie; er besaß das erste Farbfotolabor in Norddeutschland.

## Familie
In erster Ehe war Dodenhoff verheiratet mit der Fotolaborantin Maria Bozena Romanowski, einer „Volksdeutschen“ aus Posen. Mit ihr zusammen wurde er im Sommer 1944 vom Institutsleiter Richard Wolfram in Kärnten und Osttirol gemeinsam für Foto-Arbeiten für die „Forschungsgemeinschaft Deutsches Ahnenerbe“ beauftragt. In dem Projekt „Erforschung typischer Ostjuden“ im Ghetto Tarnów war seine Ehefrau als Hilfskraft ebenfalls angestellt. Das Paar wurde 1947 geschieden und hatte einen Sohn Peter/Piotre (geb. 1945 in Worpswede).
Ab 1946 erfolgte in Worpswede die Mitarbeit der aus Hannover stammenden Fotografin Ruth Schapitz (1923–2018), die das fotografische Handwerk 1943 bis 1945 im Lette-Verein in Berlin erlernt hatte und die Dodenhoff nach dessen Scheidung 1950 heiratete. Das Paar hat 2 Söhne, Rolf (geb. 1952) und Jan (geb. 1957). Diese Scheidung erfolgte 1970, Ruth Dodenhoff zog nach Freiburg im Breisgau.

## Nachlass

### In der anthropologischen Sammlung des Naturhistorischen Museums Wien
1989 entdeckte die Humanbiologin Margit Berner im Naturhistorischen Museum Wien einen Karton mit der Aufschrift TJ, das hieß: Tarnówer Juden. Durch umfassende Forschungsarbeiten zur nationalsozialistischen Rassenlehre und deren Forschern konnten den von Dodenhoff aufgenommenen Fotos, die zunächst nur Nummern trugen, mit Hilfe von Washingtoner Archivbeständen Namen und manchmal auch Schicksale zugeordnet werden. In der Ausstellung Der kalte Blick". Topographie des Terrors., zu deren geschichtlichen und politischen Hintergründen vier Kuratoren recherchiert haben, wurde erstmals die Mitarbeit Dodenhoffs öffentlich bekannt und aufgearbeitet. In der Ausstellung zeigen sich die Fotos, denen damals angeblicher wissenschaftlicher Wert zukommen sollte, als Zeugnisse menschlicher Teilnahmslosigkeit. In der Präsentation werden die Aufnahmen jetzt zu Erinnerungsstücken an die Ermordeten.
„Die Arbeitsgruppe „Aufarbeitung der NS-Zeit in Worpswede“ des Worpsweder Heimatvereins lotet zurzeit Möglichkeiten aus, die Ausstellung "Der kalte Blick". Topographie des Terrors." in die Region zu holen. (…) Auch die Worpsweder Museen haben das Thema diskutiert. (…) Der Katalog zur Berliner Ausstellung soll zukünftig auch in den Museumshops erhältlich sein.“ Außerdem ist geplant, die Wiener Wissenschaftlerin Margit Berner zu einem Gesprächsabend einzuladen.

### Im Kreisarchiv Osterholz-Scharmbeck
Den umfangreichsten Teil des fotografischen Nachlasses mit mehreren 100.000 Fotos hat der Landkreis Osterholz für das Kreisarchiv erworben mit Unterstützung der Kreissparkasse Osterholz und der EWE Stiftung. Landrat Bernd Lütjen erklärte am 16. September 2016 dazu: „Das Gesamtwerk hat für den Landkreis Osterholz einen hohen dokumentarischen Wert. Es ist ein einzigartiger Schatz für die Region. Ihn für die Regionalgeschichte und die Nachwelt zu bewahren ist aus Sicht des Landkreises von besonderer Bedeutung.“. Im Bestand befinden sich auch Aufnahmen, die Dodenhoff im Ghetto Tarnow aufgenommen hat; sie tragen Beschriftungen wie „Juden“, „Zigeuner“ u. a. und sind gestempelt mit „Zentralstelle für Bild und Film Krakau“. Da der Fotobestand der Jahre 1941–1945 noch nicht archivarisch erschlossen ist, werden die besagten Fotos zur Veröffentlichung mit Stand von 2020 nicht freigegeben. Nach Abschluss der beabsichtigten historischen Aufarbeitung wird das Kreisarchiv die Ergebnisse vorstellen (ebenfalls Stand 2020).

### Nachlass bei akg-images
Ein Teil des fotografischen Nachlasses wurde von akg-images erworben und ist seitdem online recherchierbar.

## Arbeiten von Ruth Dodenhoff im Nachlass
Eine Vielzahl ihm zugeschriebener und mit R. Dodenhoff signierter Worpsweder Künstlerporträts stammen hingegen von seiner Frau Ruth Dodenhoff, wie die Osterholzer Kreisarchivarin Gabriele Jannowitz-Heumann bestätigte. 2000 machte Ruth Dodenhoff ihre Rechte an den Künstler-Porträts von Worpsweder Künstlern geltend.